# Ледяной гигант
Ледяной гигант (в отношении экзопланет также встречается холодный нептун) — класс планет-гигантов, которые в основном состоят из элементов тяжелее водорода и гелия. В Солнечной системе известны два ледяных гиганта: Уран и Нептун.
В астрофизике вещества с температурами замерзания выше или порядка 100 K, в частности воду, метан и аммиак, называют «льдами». По этой причине и за планетами закрепилось название ледяных гигантов, несмотря на то, что там эти вещества находятся в состоянии сверхкритической жидкости.

## Терминология
Ледяные гиганты являются подтипом планет-гигантов наряду с газовыми гигантами. Ледяные и газовые гиганты различаются главным образом химическим составом.

## Формирование
Относительно формирования планет земной группы и газовых гигантов в научном сообществе сложилась более-менее единая точка зрения. Происхождение планет земной группы объясняется аккрецией планетезималей в протопланетном диске, а газовых гигантов — тем же процессом с образованием ядра массой в 10 масс Земли, после которого происходила аккреция окружающего газа.
С ледяными гигантами ситуация обстоит гораздо сложнее: подобным процессом объяснить их формирование не получается, в частности из-за удалённости от Солнца и влияния Юпитера, а иная полная модель пока не создана. Так, по одной из гипотез, Уран и Нептун зародились между орбитами Юпитера и Сатурна, после чего были выброшены их гравитацией на более удалённые орбиты. Согласно другой теории протопланетный диск изначально был неоднородным, и на больших расстояниях от Солнца происходила не аккреция, а гравитационный коллапс более плотных сгустков вещества.

## Характеристики
Ледяные гиганты, как правило, менее массивны и меньшего размера, чем газовые гиганты. Температура на их поверхности не превышает -200 °C.

### Состав и строение
В отличие от газовых гигантов, у ледяных, таких как Уран и Нептун в Солнечной системе, массовая доля водорода и гелия составляет 15—20%, в то время как у Юпитера и Сатурна (газовых гигантов) — более 90%. У ледяных гигантов мантия состоит преимущественно из метана и аммиака, а водород в чистом виде присутствует только ближе к поверхности.
Внутри гигантов давление достигает нескольких сотен гигапаскалей, а температура — нескольких тысяч кельвинов.

### Магнитные поля
Магнитные поля заметны и наклонены. Их напряжённость меньше, чем у магнитных полей газовых гигантов, и поля Урана и Нептуна сильнее земного в 50 и 25 раз соответственно. Считается, что магнитные поля таких планет вызываются конвективным движением вещества в мантии.

### Атмосфера и климат
Внешние слои ледяных гигантов имеют много общего с таковыми у газовых. Там наблюдаются долгоживущие сильные ветры на экваторе, полярные ячейки и другие явления. Например, на Нептуне наиболее заметным атмосферным явлением было Большое Тёмное Пятно.

## Исследования космическими аппаратами
- Вояджер-2 — первый и пока единственный аппарат, достигший Урана и Нептуна.

## Экзопланеты
Наличие таких планет за пределами Солнечной системы говорит о том, что они довольно распространены в Галактике. Примером экзопланеты — ледяного гиганта является экзопланета OGLE-2008-BLG-092L b.